# レ・ヴァンピール 吸血ギャング団
『レ・ヴァンピール 吸血ギャング団』（レ・ヴァンピール きゅうけつギャングだん、仏: Les Vampires）とは、1915年から1916年にかけて公開されたフランスのサイレント連続活劇である。監督はルイ・フイヤード。出演はミュジドラ、エデュアール・マテ、 マルセル・レベスク。「レ・ヴァンピール（吸血鬼）」と呼ばれるギャング団を追跡する新聞記者の活躍を描く。全10話、トータルで7時間ほどある。製作と配給はゴーモン。様式の類似性から、フイヤードの他の犯罪もの『ファントマ』『ジュデックス』と本作は三部作とみなされている。日本では大正6年（1917年）に『ドラルー』（青年探偵の名前）という邦題で、全4篇14巻として公開されている。
前作『ファントマ』を成功させたフイヤードだったが、ライバル会社のパテに対抗すべく、大急ぎでかつ低予算でこの映画を製作した。脚本もほとんど出来ていない状態だった。公開すると、内容の不道徳性、他作品と比べて映画技術が劣っていることから批評家にはさんざん叩かれたが、戦時中の観客には大受けで、ミュジドラは一躍フランス映画界のスターとなった。後には、フリッツ・ラングやアルフレッド・ヒッチコック、さらにはルイス・ブニュエルに影響を与えた。近年は評価が高まり、『死ぬまでに観たい映画1001本』にも選出されている。

## タイトル
全10話のタイトルは以下の通り（邦題は2008年に紀伊國屋書店にて発売されたDVDBOX クリティカル・エディションから）。
|    | 邦題               | 原題                   | 仏公開日       | 時間 |
| -- | ------------------ | ---------------------- | -------------- | ---- |
| 1  | "首なし死体"       | La Tête Coupée         | 1915年11月13日 | 33分 |
| 2  | "殺しの指輪"       | La Bague Qui Tue       | 1915年11月13日 | 15分 |
| 3  | "赤い暗号文"       | Le Cryptogramme Rouge  | 1915年12月4日  | 39分 |
| 4  | "幽霊"             | Le Spectre             | 1916年1月7日   | 30分 |
| 5  | "死者の逃亡"       | L'évasion Du Mort      | 1916年1月28日  | 35分 |
| 6  | "幻惑する眼"       | Les Yeux Qui Fascinent | 1916年3月24日  | 54分 |
| 7  | "サタナス"         | Satanus                | 1916年4月15日  | 46分 |
| 8  | "稲妻の主"         | Le Maître de la Foudre | 1916年5月12日  | 52分 |
| 9  | "毒の人"           | L'homme des Poisons    | 1916年6月2日   | 48分 |
| 10 | "血に染まった結婚" | Les Noces Sanglantes   | 1916年6月30日  | 60分 |

## キャスト
- イルマ・ヴェップ（女盗賊）; ミュジドラ - Irma VepはVampireのアナグラム。アルマ・ヴェップとも。
- フィリップ・ゲランド（新聞記者）; エデュアール・マテ
- マザメット（ゲランドの相棒）; マルセル・レベスク

- ミュジドラ
- マテ
- レベスク

## 制作
犯罪ものの連続活劇は当時人気で、多数作られていた。フイヤードの前作『ファントマ』も大ヒットしていた。『レ・ヴァンピール』が作られるきっかけとなったのはライバル社パテの動向があったものと考えられている。パテはアメリカの連続活劇『拳骨』の映画化権を獲得していた。アメリカの活劇では、『ポーリンの危難』は『ファントマ』以降最大のヒットを飛ばしていた。
この映画に出てくる吸血ギャング団のアイディアは、1911年から1912年にかけてパリで暗躍したアナキスト犯罪集団ボノット・ギャングから採られたものと思われる。フイヤードは自分で台本も書いたが、ざっくりしたもので、俳優に設定だけ与えて細かいところは任せた。そのため整合性に欠ける部分がある。ただし、後半はしっかりした脚本を作った。
撮影のほとんどはパリ・ロケーションだった。戦時中のため、途中で出られなくなった俳優もいたという。予算もなく、塗膜をドアに利用したり。映画セットの家具を再使用したりした 。『稲妻の主』のフェリーの爆発シーンのようなものは明らかにストック・フッテージである。制作にはスピードが求められ、撮影終了から公開まで3〜4ヶ月しかなかったと推定される。フイヤードは一般的な映画技法をほとんど使っていない。ほとんどのシーンは固定カメラのロングショットと、あらすじを説明するための写真や手紙のクローズアップだった。しかし、逆にそのことがこの映画に「本物らしさ」を与えた。脚本がなかったので、多くの場面は即興で撮影された。ミュジドラはすべてのスタントを自分でこなした。フイヤードの次回作『ジュデックス』（1916年）と同時期の制作だった。
この映画では場面ごとに色合いを使い分けている。琥珀色は昼間の室内、緑は昼間の屋外、青は夜間または暗がり、ラベンダーはナイトクラブや夜明けといった薄暗いところ。
特筆すべきは400分弱という上映時間の長さで、公開当時は『The Photo-Drama of Creation』（1914年）の480分に次いで史上2番目の長尺だった。

## 公開
『レ・ヴァンピール』は上映時間の異なる10話の連続活劇としてフランスの劇場で公開された。1話と2話は1915年11月13日に、最終話の10話は1916年6月30日の公開である。フランス以外では、メキシコで1917年5月24日に公開、アメリカでもほぼ同時期に公開された。
第一次世界大戦中だったにもかかわらず、映画は大ヒットし、パテ社の『拳骨』を大きく引き離した。映画の成功の要因はミュジドラだと言われている。彼女が演じたイルマ・ヴェップは「ヴァンプ」「ファム・ファタール」の典型で、「The Vamp」と呼ばれた女優セダ・バラとしばしば比較される。警察はこの映画を犯罪賛美、不道徳と非難し、一時的に何話かを上映禁止にしたが、ミュジドラの個人的訴えを受けその処分を撤回した。
1916年には、フイヤードとGeorge Meirsによるノヴェライズ全7巻（ペーパーバック4冊と雑誌特集号3冊）がTallandier社から出版された。

### 宣伝
初期の広告には謎めいた仕掛けをした。1915年11月、パリ市内の壁に張られたポスターは、クエスチョンマークの首縄がかけられた覆面女性の顔が3つ横に並べて描かれて、「誰？ 何？ いつ？ どこ？」という文字が書かれていた。当日公開の1、2話のためのもので、以後もポスターはつくられた。朝刊にはこんなポエムも載せた。
| 「 | Des nuits sans lune ils sont les Rois, les ténèbres sont leur empire. Portant la mort, semant l'effroi. Voici le vol noir des Vampires. Gorgés de sang, visqueux et lourds. Ils vont, les sinistres Vampires aux grandes ailes de velours non pas vers le Mal... Vers le Pire! | 」 |

（月なき夜の彼奴らは王、暗闇は彼奴らの王国。死をもたらし恐怖を撒き散らす、暗黒の吸血鬼ども黒革の翼を広げ空を舞い、ただの悪ではない……より非道なる悪をば謀る）

## 批評

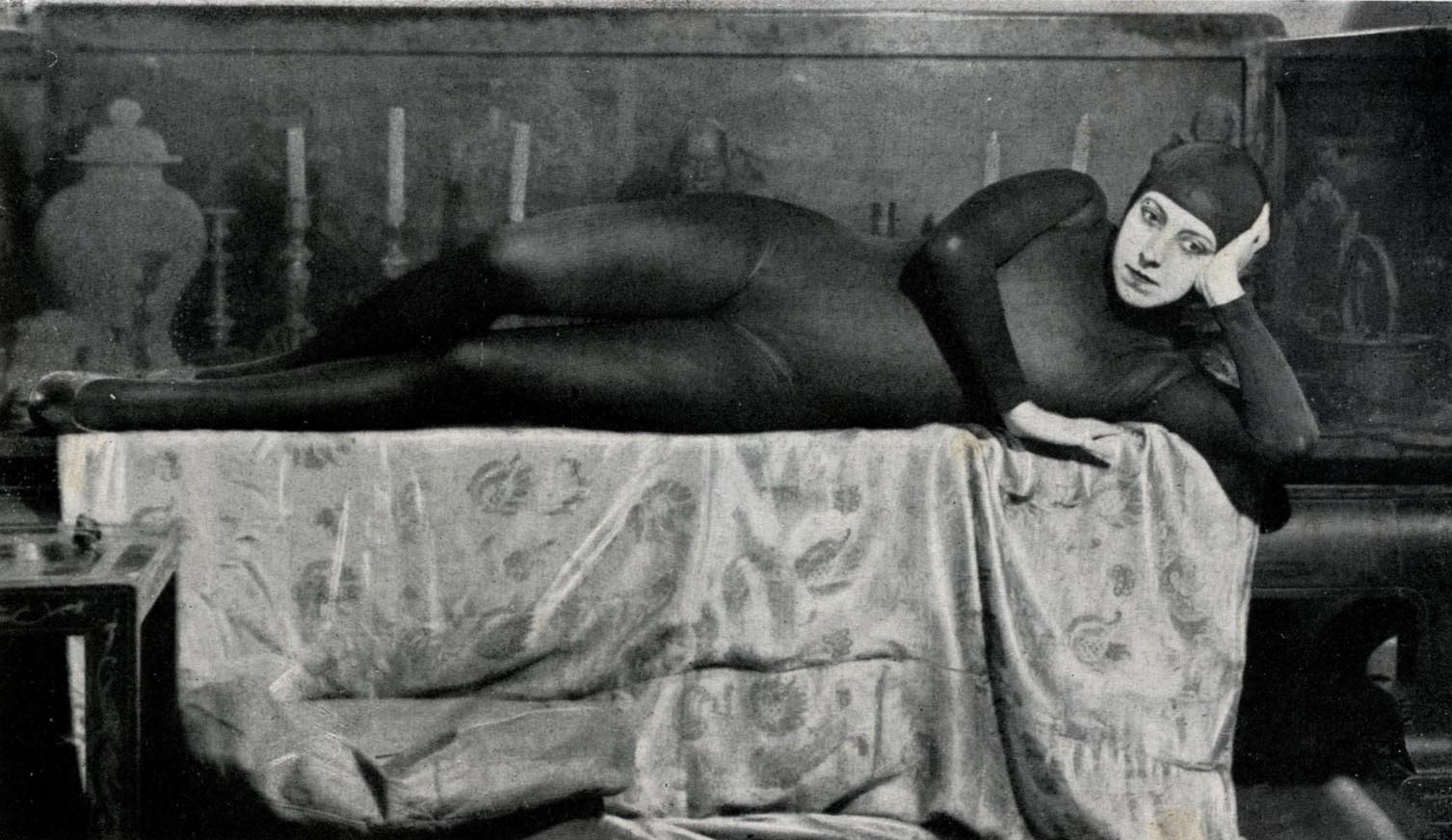
『レ・ヴァンピール』のミュジドラ

『レ・ヴァンピール』はフイヤードの他の作品同様、当時の批評家からは酷評されていた。同じ年に公開されたD・W・グリフィスの『國民の創生』のような芸術性に欠け、フランス映画の文化的地位を高めたいと望む人々の非難を浴びた。フイヤードも芸術性がないことは認めていて、「映画は説教でも評議でも、ましてや判じ物でもなく、目と心を楽しませる手段である」と言っている。とはいうものの称賛する人がいないわけではなかった。詩人のアンドレ・ブルトン、ルイ・アラゴンがそうで、「今世紀の真実。ファッションを超えて、テイストを超えて」とコメントした。
一方、近年の評価は高く、2002年の『Sight & Sound』誌の「批評家が選ぶトップテン」で30位、『ヴィレッジ・ヴォイス』紙の「20世紀の映画ベスト250」では78位 、2010年の『ガーディアン』紙も「オールタイム・グレーテスト・ホラー映画」の25位に選出された。他にも、『AFI Desk Reference』、『National Society of Film Critics' 100 Essential Films』、『1000 Essential Films』、『The Village Voice Film Guide』、『死ぬまでに観たい映画1001本』といった本に名前が挙げられている。

## 影響

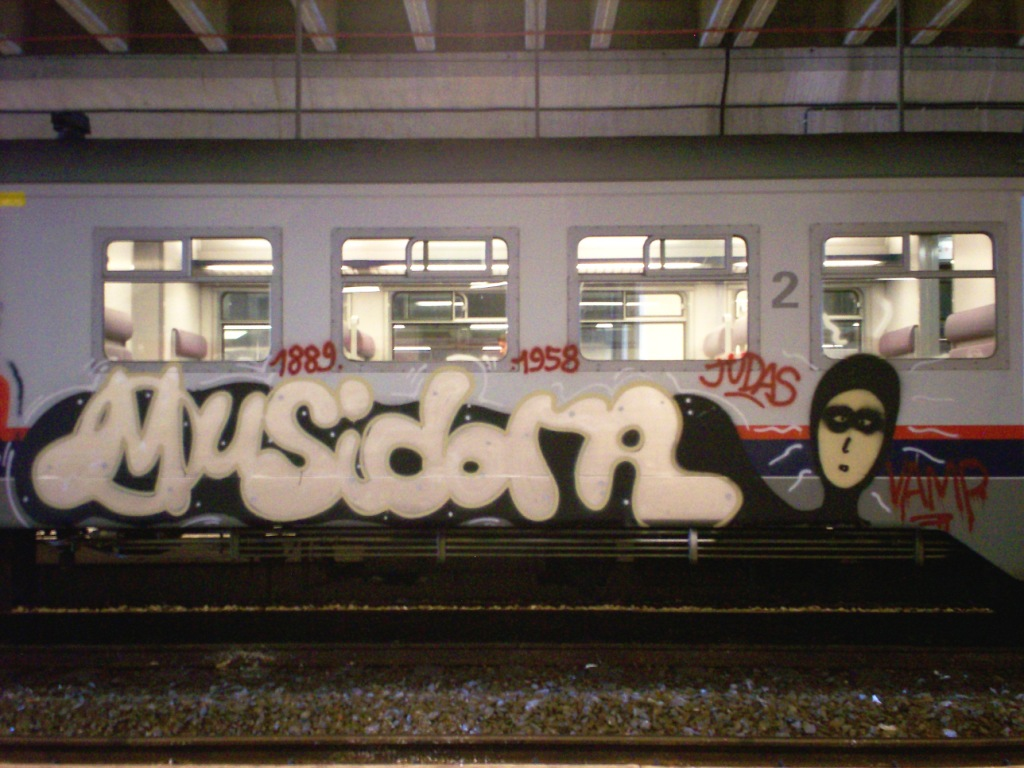
ミュジドラを記念したベルギー国鉄の電車の落書き(2005年、Smurfandbuffalo撮影)

ミュジドラはこの映画に出演後、フランス映画界のスターとなり、後には監督・脚本も手掛けるようになった。彼女を含む主役の3人は、他の役者たちとともに、フイヤードの以後の作品、『ジュデックス』、『Tih Minh』（1918年）、『Barrabas』（1920年）、『Parisette』（1921年）に起用された。
この映画は犯罪スリラーというジャンルを確立させ、アルフレッド・ヒッチコック、フリッツ・ラングらに影響を与えたと言われる。具体的に、大砲や爆弾といった小道具を、ラングは『Die Spinnen』（1919年）、『ドクトル・マブゼ』（1922年）で踏襲している。ギャング映画の初期作品という意見もある。スリラーのみならず、実験映画（ルイス・ブニュエル）、ヌーヴェルヴァーグ（アラン・レネ、ジョルジュ・フランジュ）への影響も指摘されている。

### オマージュ
- 映画『イルマ・ヴェップ』（1996年、監督オリヴィエ・アサヤス、主演マギー・チャン）
- 映画『Irma Vep - She's Back!』（2006年、ブラジル）[24]
- 戯曲『The Mystery of Irma Vep』（1984年、作Charles Ludlam）
- アルバム『Les Vampires (Original Soundtrack)』（2006年） - フランスの電子音楽デュオ Château Flightによるサントラ版[25]

### 引用
- セリーヌとジュリーは舟でゆく（1974年） - 主人公がイルマ・ヴェップに似た黒いボディスーツを着る
- イングロリアス・バスターズ（2009年、アメリカ＝ドイツ） - ポスターが貼られている
- アメリカのガーレージパンクバンドBlack Lipsのデビュー・アルバム『Black Lips!』はイルマ・ヴェップの写真を使用